# HD 94386
HD 94386，又名BD-14 3213，SAO 156302、HR 4252，是一颗恒星，视星等为6.38，位于銀經265.5，銀緯38.71，其B1900.0坐标为赤經10h 48m 35.8s，赤緯-14° 38.71′ 45″。